# Янг, Дон
Дональд Эдвин Янг (англ. Donald Edwin Young; 9 июня 1933, Меридиан, Калифорния — 18 марта 2022, Ситак, Вашингтон) — американский политик, член Палаты представителей Конгресса США от единого избирательного округа Аляски на протяжении почти полустолетия (1973 — 2022), член Республиканской партии.

## Биография
Родился в Меридиан, округ Саттер, штат Калифорния. В 1952 году окончил Колледж Юбы с дипломом младшего специалиста, а в 1958 году — Университет штата Калифорния в Чико со степенью бакалавра. C 1955 по 1957 год проходил службу в армии США.
В 1959 году переехал на Аляску, обосновался в Форт-Юконе. В 1964 году Янг был избран мэром города, а в 1967 году стал членом Палаты представителей Аляски. В 1970 году он был избран в Сенат Аляски.
В 1972 году пытался избраться в Палату представителей США на место, принадлежащее демократу Нику Бегичу. 16 октября, за 22 дня до выборов Бегич пропал без вести в результате авиакатастрофы, однако одержал победу, набрав 53 651 голосов (56,24 %) против 41 750 (43,76 %) за Янга. 29 декабря Бегич был объявлен мёртвым, а на досрочных выборах, прошедших 6 марта 1973 года, Янг был избран на его место.
Впоследствии Янг успешно переизбирался двадцать четыре раза, с 1995 по 2001 год он возглавлял комитет по природным ресурсам, с 2001 по 2007 год — комитет по транспорту. За его влиятельность Янга часто называли «третьим сенатором от Аляски»
5 декабря 2017 года после досрочного сложения полномочий Джоном Коньерсом к Янгу перешло символическое звание старейшины Палаты представителей США — конгрессмена, который занимает свою должность на протяжении наибольшего неперерывного промежутка времени.
Скончался 18 марта 2022 года во время перелёта из Лос-Анджелеса в Сиэтл в возрасте 88 лет.